# Anders Andersen-Lundby
Anders Andersen-Lundby, född 16 december 1841, död 4 januari 1923, var en dansk målare.
Andersen-Lundby utbildade sig mest på egen hand till en duktig landskapsmålare, vars verkligtstrogna vinterbilder särskilt blev uppskattade. Under flera årtionden var han huvudsakligen verksam i München.

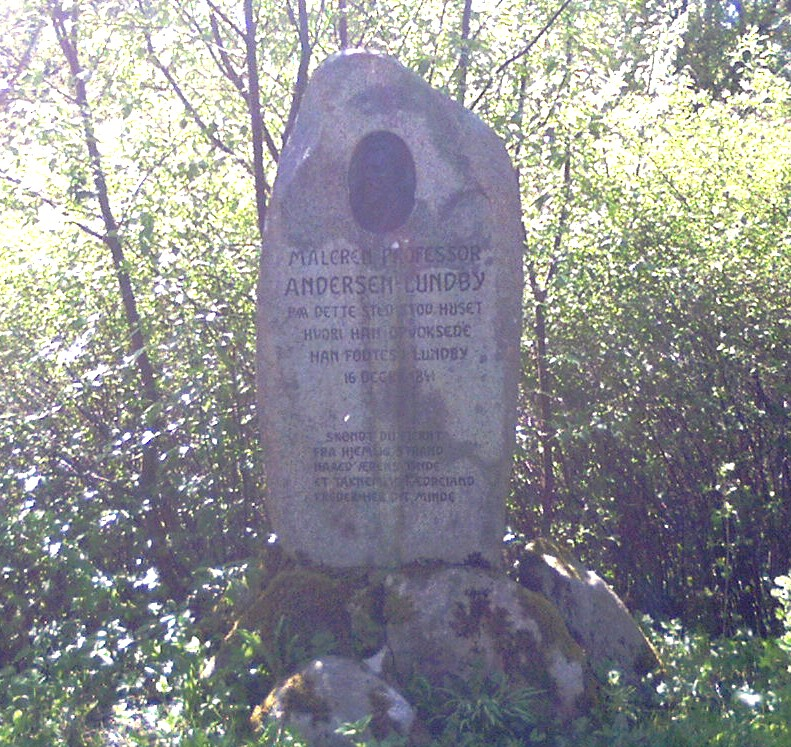
Minnessten över Andersen-Lundby
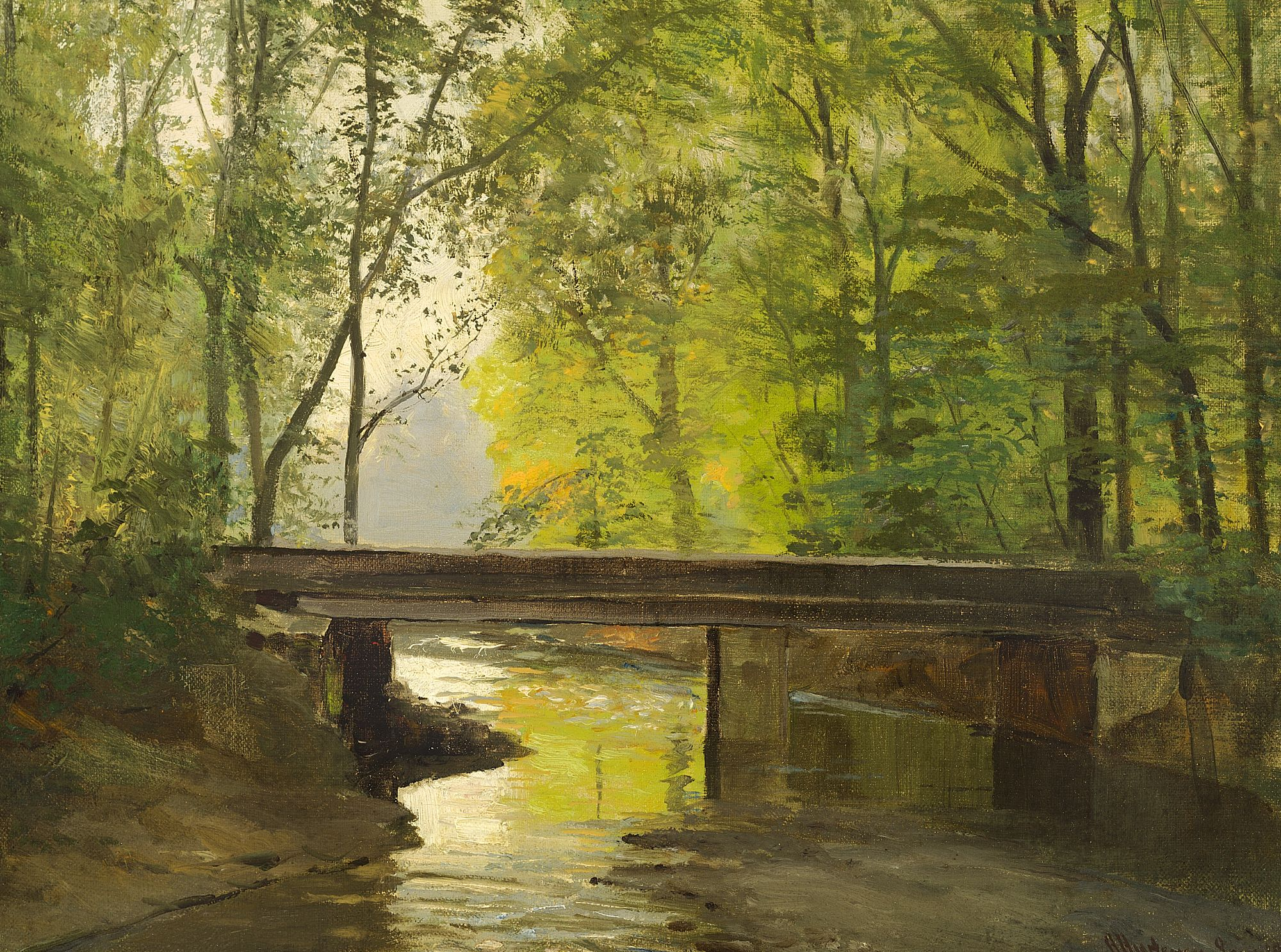
Åløb gennem en sensommerskov